# Daniel Arnoldi
Pour les articles homonymes, voir Arnoldi.
Daniel Arnoldi est un médecin québécois né en 1774 et décédé en 1849 à Montréal.
Promoteur  actif de la loi réglementant l’étude et la pratique de la médecine au Canada (1831) et de la loi sur l’incorporation des membres de la profession médicale (1847), il fut aussi l’un des fondateurs de l’École de médecine et de chirurgie de Montréal (1843), destinée à contrer le monopole de la Faculté de médecine de l’Université McGill. 
Même s’il ne participa pas directement à la fondation du Collège des médecins et chirurgiens du Bas-Canada, sa loyauté à l’égard du pouvoir britannique pendant la rébellion des Patriotes lui valut d’en être nommé le premier président  par Lord Elgin (1847-1849).  
Médecin, fonctionnaire et juge de paix, Daniel Arnoldi participa dès 1830 aux tentatives de réforme qui ont mené à la création du Collège des médecins du Québec en 1847. Engagé dans le mouvement de modernisation de la législation médicale, il fut nommé, par le Gouverneur, président du Collège des médecins et chirurgiens du Bas-Canada le 10 août 1847. Il décéda deux ans plus tard, lors d’une des terribles épidémies de choléra.